# Медиамагнат
Медиамагна́т — персона, контролирующая значительные (влиятельные) медиаресурсы через медиахолдинг. В своё время[когда?] словосочетание «четвёртая власть» появилось именно для отражения роли в социуме медийных конгломератов. Термин употребляется для обозначения владельцев СМИ. В российской практике так принято иногда называть не только собственников, но и управленцев крупных медиахолдингов, если речь идёт о менеджерах с расширенными полномочиями, что не вполне адекватно оригинальной терминологии.

## История
Фигуры газетных медиамагнатов стали заметны в XIX веке. В XX веке термин стали применять в отношении владельцев телекомпаний и крупных издательских домов.
Речь прежде всего о бизнес-составляющей:

Сами они обычно называют СМИ проектным бизнесом, причем слово проектный в данном случае на обычном языке может означать «краткосрочный», а на современном бизнес-сленге — «гастрольный». Проще говоря, медиамагнаты — это профессиональные бизнесмены, работающие на рынке средств массовой информации. Но они не ставят своей целью повышение эффективности деятельности СМИ, и норма прибыли в отрасли их тоже не слишком волнует.

Первый в истории газетный трест (группа компаний Скриппса) был основан в США. Вслед за ним основали свои медиакомпании Хёрст, Мак-Кормик, Паттерсон.
Слово «магнат» на постсоветском пространстве воспринимается как термин с некоей негативной коннотацией. Поэтому экс-журналисты, ставшие владельцами изданий и телеканалов зачастую открещиваются от такого «титула». Владелец киргизских СМИ узбекского происхождения Жавлон Мирзаходжаев, например, заявлял:
Я не совсем согласен со словом «магнат». Я не магнат. Просто, я занимаюсь своим делом.
Журналисты иногда употребляют кальку с английского: медиабарон. Например, Алексей Венедиктов в одном из интервью отмечал:
Я думаю, что все медиаактивы «Газпром» решит продать пакетом, будет назначен властью новый олигарх, новый медиабарон, афиллированный с Кремлем, аффиллированный с властью, и ему будет продан весь пакет.